# Прогресс (футбольный клуб, Бердичев)
«Прогресс» — советский и украинский футбольный клуб из Бердичева. Основан в 1946 году.
В 1968 и 1969 годах принимал участие в первенстве СССР среди команд мастеров.
Команда представляла Бердичевский машиностроительный завод «Прогресс».

## Названия
- 1946—1946 — «Машиностроитель»;
- 1958—1958 — «Авангард»;
- 1961—1992 — «Прогресс».

## Достижения
- В первенстве СССР — 14-е место в зональном турнире РСФСР класса «Б»: 1968.
- В Кубке СССР — 1/8 финала в зональном турнире: 1967/1968.

## Известные игроки
- Пузач, Анатолий Кириллович;
- Шепель, Анатолий Николаевич.